# Maria Rostworowska (tłumaczka)
Maria Rostworowska, Maria Książek, Maria Rostworowska-Książek (ur. 8 czerwca 1949 w Krakowie, zm. 27 listopada 2018 tamże) – polska tłumaczka języka francuskiego, pisarka. Córka Marka Rostworowskiego.

## Życiorys
Z wykształcenia romanistka, pracowała jako nauczycielka języka francuskiego w Instytucie Francuskim w Krakowie oraz w Akademii Ekonomicznej w Krakowie. Napisała podręcznik do nauki języka francuskiego „Francuski dzień po dniu”. Od 1980 zajmowała się tłumaczeniem literatury francuskiej, przetłumaczyła między innymi książki takich twórców jak: Abbé Pierre, Gilbert Bordes, Gabriela Wierusz-Kowalska, Jean Giono, Jean Guitton, Jacques Lanzmann, André Lemaire, Henri Lemaire, Henri de Lubac, Jean-Marie Lustiger, François Varillon. Od 1998 pisała też książki biograficzne m.in. o Oldze Boznańskiej, Xawerym Pusłowskim, Karolu Hubercie Rostworowskim. Wspólnie z Jarosławem Rudniańskim opracowała twórczość filozoficzną, publicystyczną i poetycką geologa i filozofa doktora Stanisława Mateusza Gąsiorowskiego (1932-2000), syna archeologa prof. Stanisława Jana Gąsiorowskiego. Dwie pierwsze z tych książek finansowała Christopher Radko Foundation for Children. Publikowała też na łamach „Dekady Literackiej”, „Odry”, „Tygodnika Powszechnego” i w „Zeszytach Naukowo-Artystycznych Wydziału Malarstwa Akademii Sztuk Pięknych w Krakowie”.
Pochowana została 4 grudnia 2018 roku na Cmentarzu Salwatorskim w Krakowie w grobowcu rodzinnym Rostworowskich.

## Życie prywatne
Miała trójkę dzieci: Bogumiła – malarza, Różę – historyka sztuki pracującą w Muzeum Uniwersytetu Jagiellońskiego i Iwona – absolwenta Wydziału Form Przemysłowych Akademii Sztuk Pięknych w Krakowie.

## Ważniejsze tłumaczenia
- Abbé Pierre (1912-2007): Testament. Kraków: Wydawnictwo WAM. ISBN 83-7097-145-8. OCLC 69595081. Brak numerów stron w książce
- Bordes, Gilbert (1948- ): Noc puszczyków. Katowice: "Od Nowa", 1994. ISBN 83-86399-01-5. OCLC 750695179. Brak numerów stron w książce
- Peter (1935- ) Brown, Historia życia prywatnego. T. 1: Od Cesarstwa Rzymskiego do roku tysięcznego, Wrocław: Zakład Narodowy im. Ossolińskich, 1998, ISBN 83-04-04367-X, ISBN 83-04-04372-6, OCLC 751008528. Brak numerów stron w książce (przekład wspólnie z Krystyną Arustowicz); wyd. 2, 2002, ISBN 83-04-04771-3, ISBN 83-04-04772-1, OCLC 749496188. Brak numerów stron w książce
- Ducret, Diane (1983- ): Kobiety dyktatorów. Kraków: Znak Horyzont - Społeczny Instytut Wydawniczy „Znak”, 2012. ISBN 978-83-240-1884-0. OCLC 833871613. Brak numerów stron w książce seria: "Prawdziwe Historie”;  Wyd. 2. 2017. ISBN 978-83-240-4222-7. OCLC 1010859061. Brak numerów stron w książce
- Dufour-Kowalska, Gabrielle: Caspar David Friedrich. U źródeł wyobrażeń romantycznych. Kraków: Wydawnictwo LEXIS, 2005. ISBN 83-89425-19-X. OCLC 749772185. Brak numerów stron w książce
- Giono, Jean (1895-1970): Król się nudzi. Kraków: Wydawnictwo  Baran i Suszczyński, 1996. ISBN 83-85845-24-0. OCLC 835086698. Brak numerów stron w książce Seria: „Proza Świata"
- Giono, Jean (1895-1970): Le Moulin de Pologne. Kraków: Wydawnictwo  Literackie, 1983. ISBN 83-08-00949-2. OCLC 830225868. Brak numerów stron w książce
- Giono, Jean (1895-1970): Zbieg. Kraków: Wydawnictwo Literackie, 1988. ISBN 83-08-01878-5. OCLC 749674740. Brak numerów stron w książce
- Guitton, Jean (1901-1999); Baudouin, Jacques; Lanzmann, Jacques (1927-2006); Williatte, Gonzague Czy wierzyć w niebo, czy nie wierzyć?. Kraków: Wydawnictwo WAM, 1996. ISBN 83-7097-222-5. OCLC 750910638. Brak numerów stron w książce
- Lemaire, André (1942- ): Dzieje biblijnego Izraela. Poznań: Wydawnictwo Naukowe UAM, 1998. ISBN 83-232-0831-X. OCLC 749523148. Brak numerów stron w książce; Wyd. 2 popr. i uzup.. 2002. ISBN 83-232-1233-3. OCLC 749468988. Brak numerów stron w książce
- Lubac, Henri de (1896-1991): Paradoksy i ; Nowe paradoksy. Kraków: Wydawnictwo  WAM, 1995. ISBN 83-7097-129-6. OCLC 830105511. Brak numerów stron w książce
- Lustiger, Jean-Marie (1926-2007): Msza. Kraków: Wydawnictwo WAM, 1993. ISBN 83-85304-74-6. OCLC 749612168. Brak numerów stron w książce; Wyd. 2. 1998. ISBN 83-7097-529-1. OCLC 69272094. Brak numerów stron w książce
- Mahmoody, Betty (1945- ); Crofts, Andrew; Muhsen, Zana (1964- ) Sprzedane!. Katowice: "Od Nowa", 1994. ISBN 83-86399-06-6. OCLC 750693005. Brak numerów stron w książce
- Mahmoody, Betty (1945- ); Muhsen, Zana (1964- ) Sprzedane! Dokument. Katowice: Akapit, 1992. ISBN 83-85715-10-X. OCLC 749612953. Brak numerów stron w książce
- Muhsen, Zana (1964- ): Sprzedane przez ojca. Warszawa: Wydawnictwo Amber, 2013. ISBN 978-83-241-4693-2. OCLC 891297862. Brak numerów stron w książce; Wyd. 2. 2014. ISBN 978-83-241-5043-4. OCLC 910014735. Brak numerów stron w książce
- Zana (1964- ) Muhsen, Sprzedane przez ojca, Warszawa: Wydawnictwo Amber : Wydawnictwo Edipresse Polska, 2017, ISBN 978-83-241-6225-3, ISBN 978-83-241-6230-7, OCLC 993835538. Brak numerów stron w książce seria: Dramaty Kobiet : prawdziwe historie t. 10
- Souad; Cuny, Marie-Thérèse Spalona żywcem. Warszawa: Wydawnictwo Amber, 2013. ISBN 978-83-241-4701-4. OCLC 852970066. Brak numerów stron w książce; Wyd. 3. 2016. ISBN 978-83-241-5940-6. OCLC 971408577. Brak numerów stron w książce; Wyd. 4. 2018. ISBN 978-83-241-6573-5. Brak numerów stron w książce
- Souad; Cuny, Marie-Thérèse Spalona żywcem, Warszawa: Wydawnictwo Amber : Wydawnictwo Edipresse Polska, 2017, ISBN 978-83-241-6225-3, ISBN 978-83-241-6229-1, OCLC 995456691. Brak numerów stron w książce seria: „Dramaty Kobiet : prawdziwe historie” t. 9
- Varillon, François (1905-1978): Radość wiary, radość życia. Kraków: Wydawnictwo Apostolstwa Modlitwy, 1990. ISBN 83-85032-41-X. OCLC 749629320. Brak numerów stron w książce Seria: „Myśl Teologiczna", ISSN 0867-3071 nr 2

## Ważniejsze książki
- Czas nie stracony. Życie i dzieło Xawerego Pusłowskiego. Warszawa: Wydawnictwo "Terra Nova", 1998. ISBN 83-910015-0-4. OCLC 751318658. Brak numerów stron w książce
- Historia całkiem możliwa. Kraków: Wydawnictwo  Lexis, 2009. ISBN 978-83-89425-54-6. Brak numerów stron w książce - powieść oparta na archiwach rodzinnych
- Francuski dzień po dniu 1994. Katowice: Wydawnictwo  Akapit, 1993. ISBN 83-857115-98-3. Brak numerów stron w książce
- Portret za mgłą. Opowieść o Oldze Boznańskiej. Warszawa: Wydawnictwo Terra Nova, 2003. ISBN 83-88456-08-3. Brak numerów stron w książce
- Portret za mgłą. Opowieść o Oldze Boznańskiej. Wyd. 2 popr.. Kraków: Wydawnictwo Lexis, 2005. ISBN 83-89425-21-1. OCLC 69289361. Brak numerów stron w książce
- Szczery artysta. O Karolu Hubercie Rostworowskim. Kraków: Społeczny Instytut Wydawniczy Znak, 2016. ISBN 978-83-240-4139-8. OCLC 956564771. Brak numerów stron w książce
- Gąsiorowski, Stanisław Mateusz: Poza granicą myśli — „WSZYSTKO” oraz publicystyka i poezja. wybór i opracowanie tekstów z Jarosławem Rudniańskim. Kraków: Wydawnictwo LEXIS, 2004. ISBN 83-89425-07-6. OCLC 749817064. Brak numerów stron w książce

## Nagrody
Laureatka nagród "Krakowska Książka Miesiąca" w czerwcu 2003 i "Książka lata 2003" nagrody przyznawanej przez Bibliotekę Raczyńskich w Poznaniu, obu za książkę Portret za mgłą. Opowieść o Oldze Boznańskiej, Wydawnictwo Terra Nova, Kraków 2003).